# Retroplumoidea
Retroplumoidea is een superfamilie van krabben en omvat de volgende familie:

## Familie
- Retroplumidae Gill, 1894